# عماكور (مسلسل)
عماكور هو مسلسل خليجي كوميدي تدور أحداثه في خمسينيات القرن العشرين بإطار كوميدي ساخر حيث هنالك الكثير من الاحداث الكوميدية في المسلسل. معنى اسم هذا العمل «عماكور» هو الرجل الذي لا عقل له وهي صفة تطلق على الرجل المعتوه، كما يقال في الأمثال والألعاب الكويتية القديمة: «عماكور طاح بالتنور».المسلسل بطولة حسن البلام وعبد الناصر درويش. وهما شخصيتان هزليتان لا تكفان عن تدبير المقالب لبعضهما طوال أحداث المسلسل، التي تمتد لحلقات متصلة منفصلة، تتناول كل مجموعة منها مشكلة أو ظاهرة أو قضية اجتماعية خطيرة. يشارك في مسلسل (عماكور) الكويتية هند البلوشي، وأحمد العونان، وشهاب حاجية، وخولة شاكر، وآلاء شاكر، نسمة وبلال عبدالله، ومديحة كنيفاتي، ومنى الفالح، وشيماء رعد، بالإضافة إلى نخبة من ألمع نجوم الكوميديا والدراما الكويتية المتميزة.